# PSA EMP2
PSA EMP2 (англ. Efficient Modular Platform) — модульна автомобільна платформа, яка спільно розроблена та використовується французьким виробником автомобілів PSA Group (об’єднана в Stellantis з 2021 року) для компактних і середньорозмірних автомобілів з переднім або повним приводом і поперечним розташуванням двигуна. Замінила платформи PF2 і PF3 в одній комбінованій модульній платформі, а розробка коштує PSA 630 мільйонів євро.

## Модельний ряд

### EMP2 V1
- Citroën C4 Picasso/Spacetourer II (3D, 2013—2020)
- Citroën Grand C4 Picasso/Spacetourer II (3A/3E, 2013—2022)[1]
- Citroën C6 II (X81, 2016 — дотепер)[2]
- Dongfeng Fengshen/Aeolus A9 (2016—2019)
- Peugeot 308 II (T9, 2013—2021)[3]
- Peugeot 408 II (T9, 2014 — дотепер)

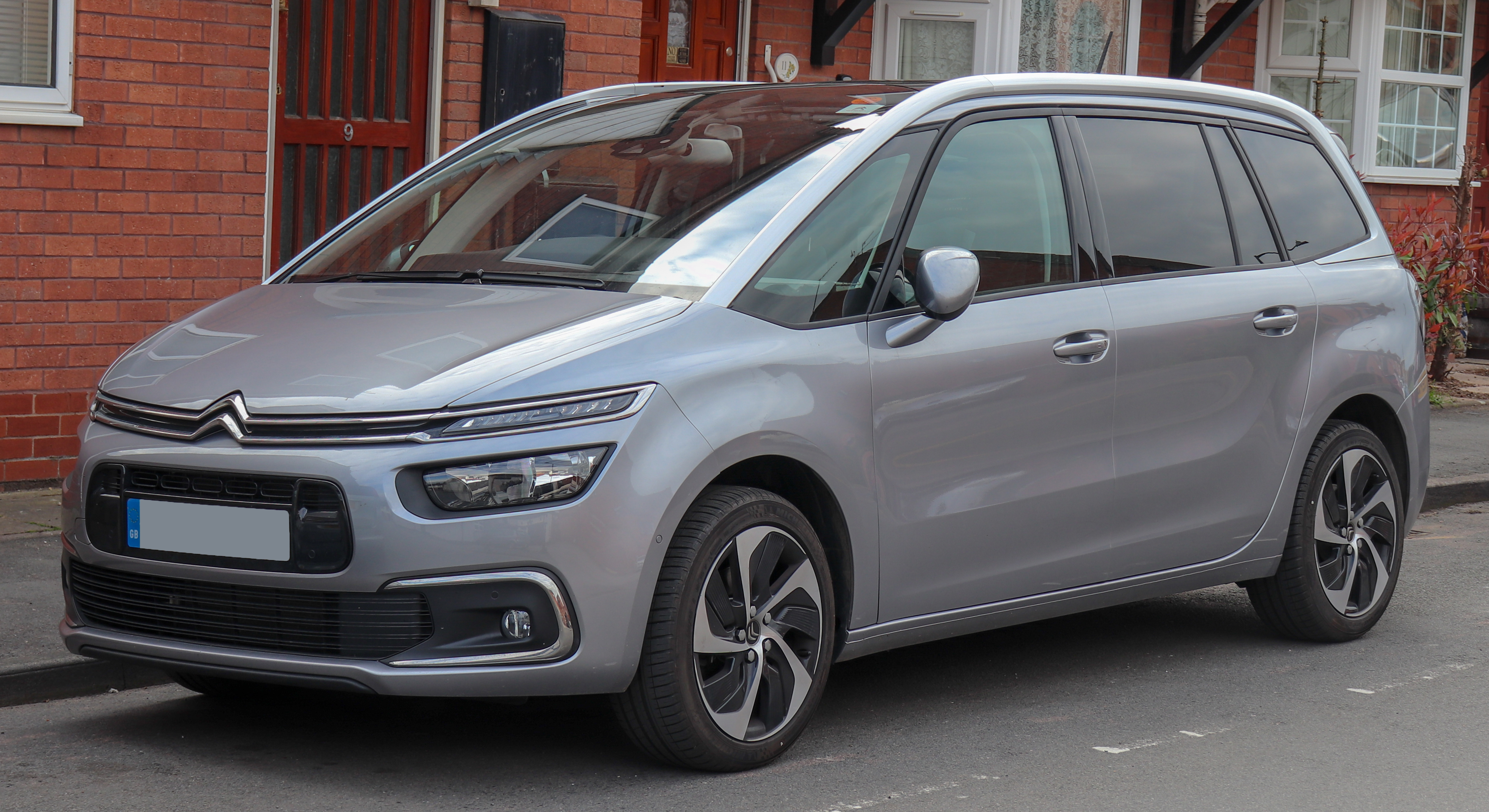
Citroen C4 Grand Spacetourer
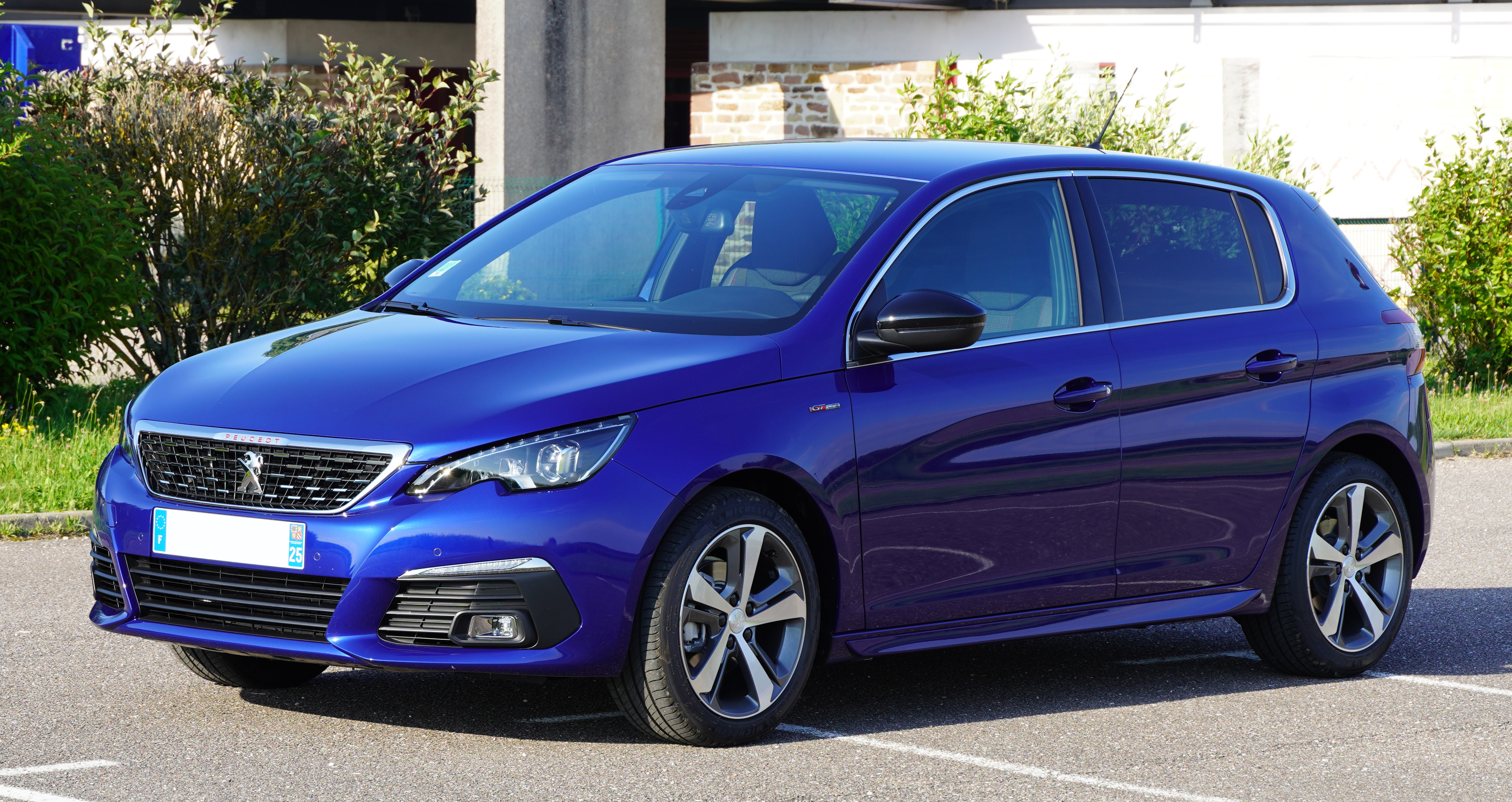
Peugeot 308

### EMP2 V2

#### V2.1[4]
- Citroën C5 Aircross (2017 — настоящее время)[5]
- DS7 Crossback (X74, 2017 — дотепер)
- Opel Grandland (2017 — дотепер)
- Peugeot 3008/4008 II (P84, 2017 — дотепер)
- Peugeot 5008 II (T87, 2017 — дотепер)

#### V2.3
- DS9 (X83, 2020 — настоящее время)[6]
- Peugeot 508 II (R82/R83, 2018 — дотепер)

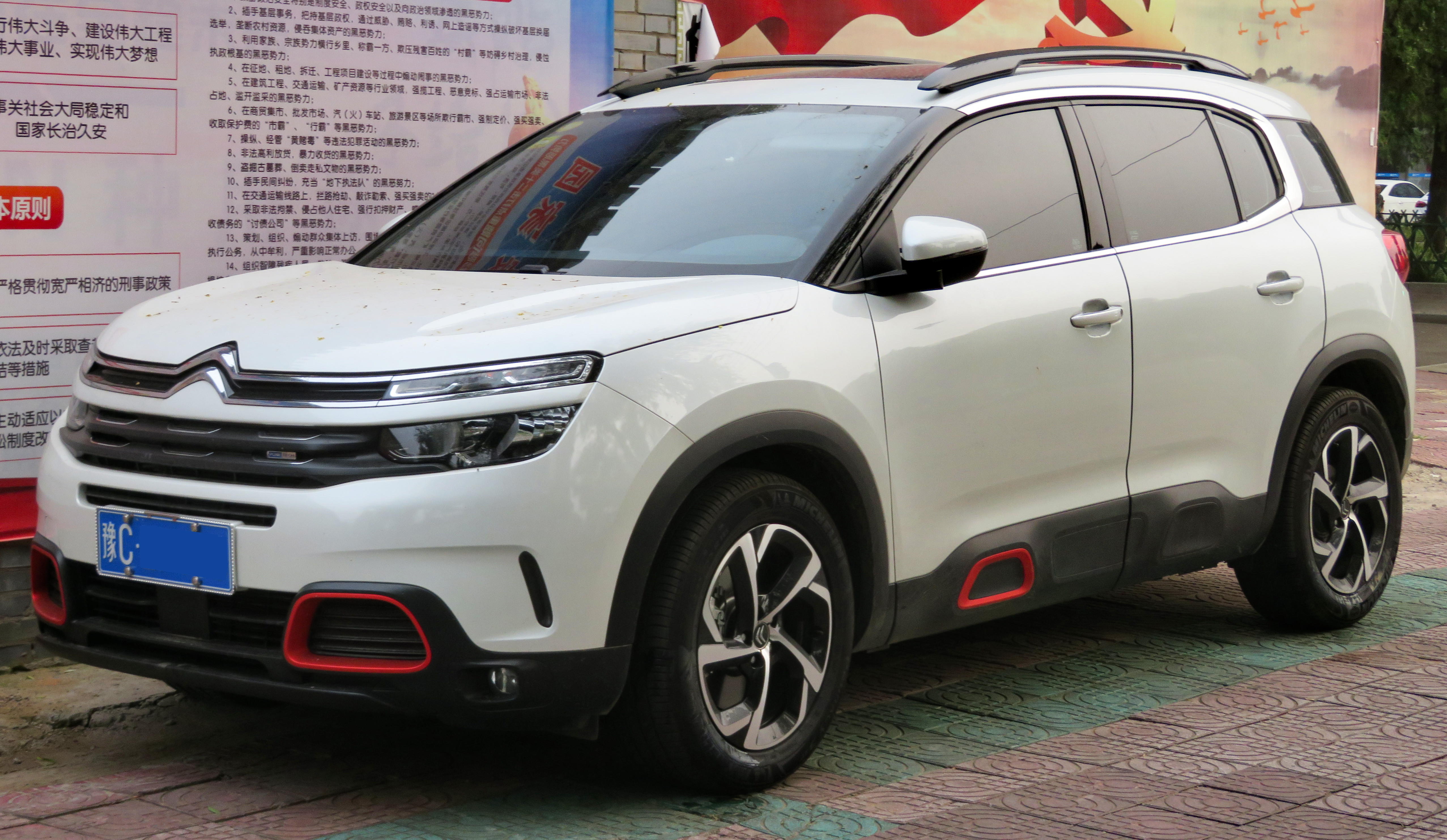
2018 Dongfeng-Citroën C5 Aircross
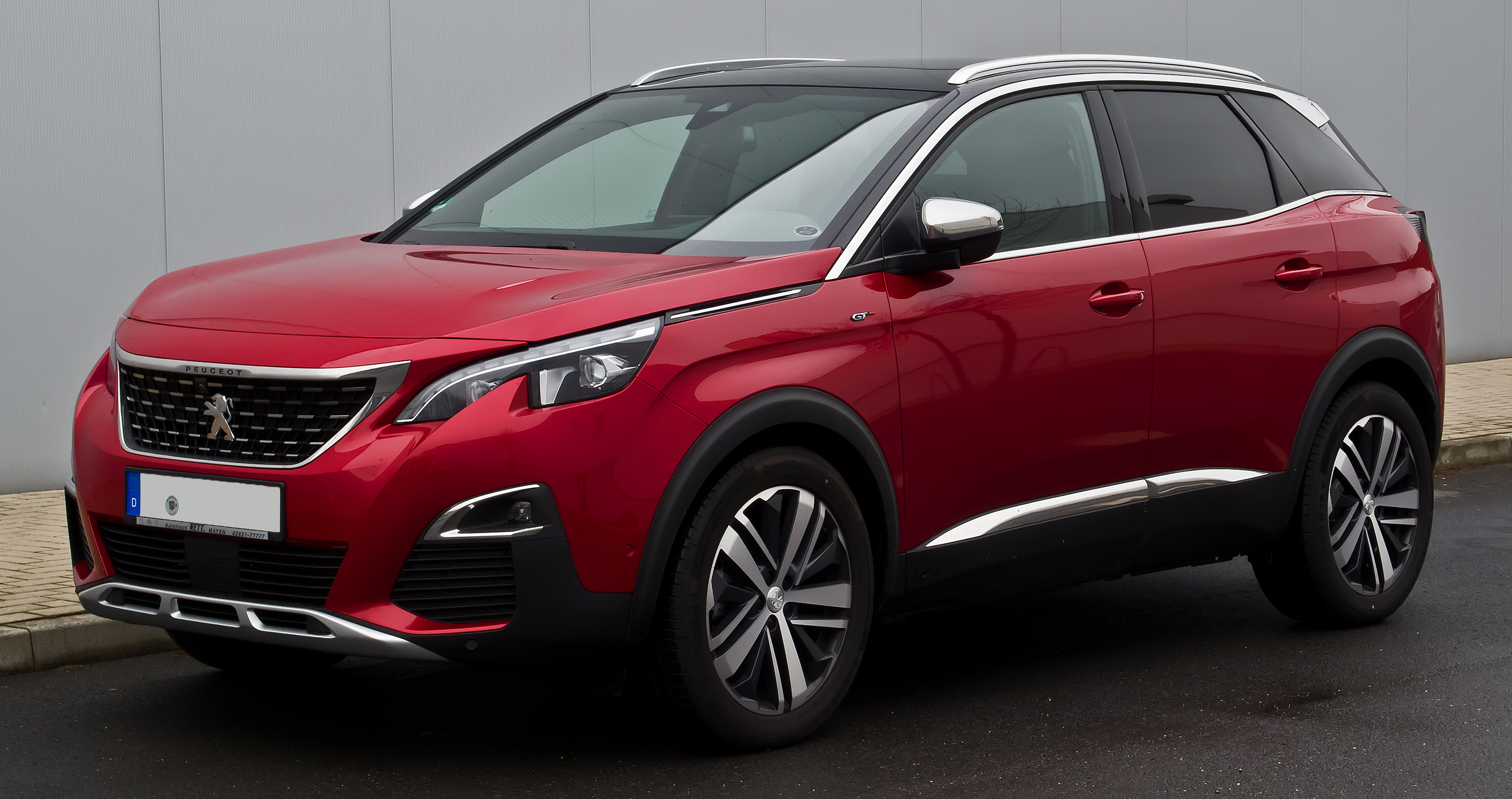
Peugeot 3008

### EMP2 V3
- Citroën C5 X (E43, 2021 — дотепер)[7][8][9]
- DS 4 II (D41, 2021 — дотепер)[10]
- Opel Astra L (OV51/OV52, 2021 — дотепер)
- Peugeot 308 III (P51/P52, 2021 — дотепер)[11]
- Peugeot 408 (кросовер) (P54, 2022 — дотепер)

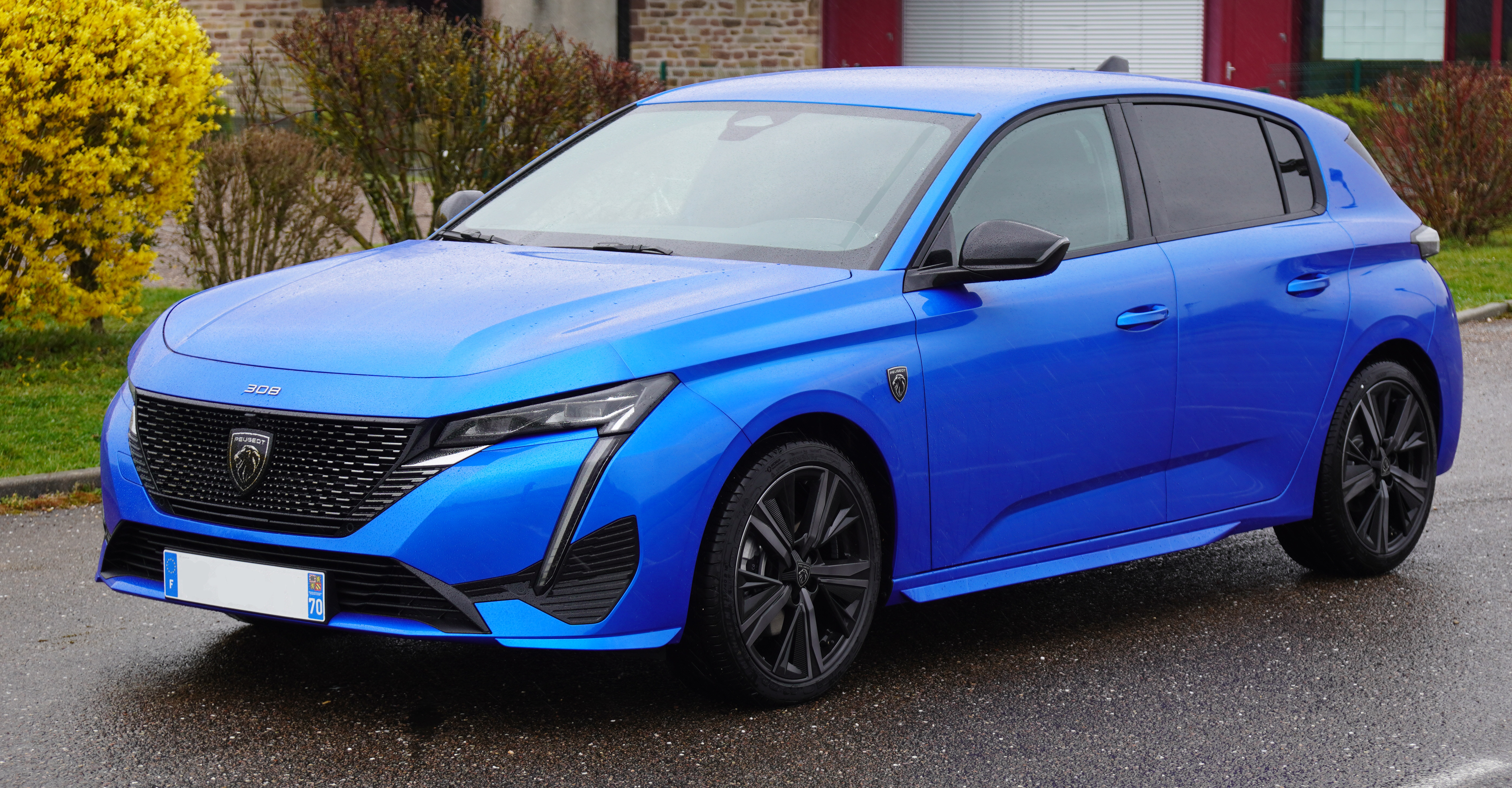
Peugeot 308
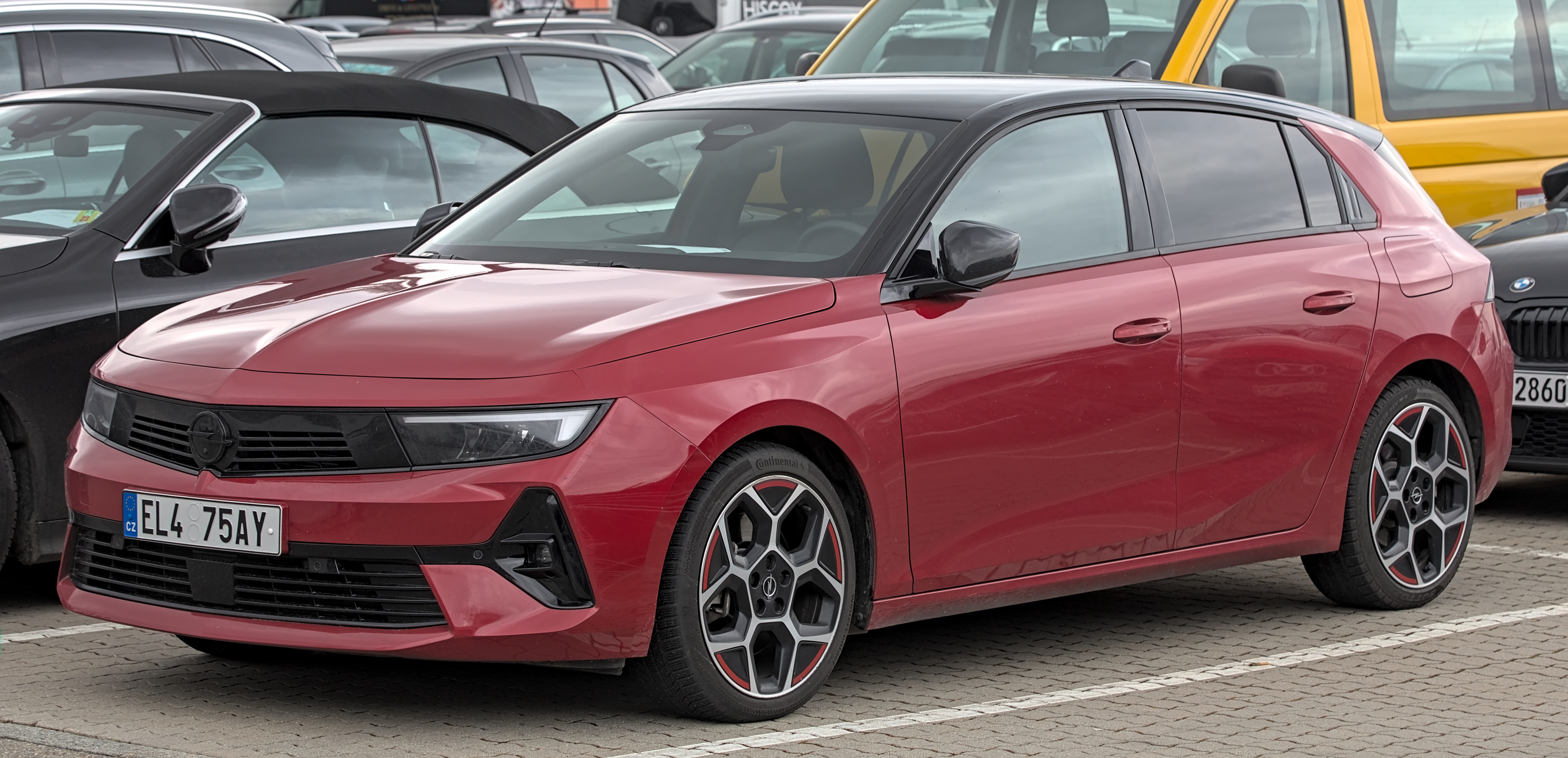
Opel Astra

### eVMP
- Peugeot e-308 III (P51/P52, 2022 — дотепер)
- Opel Astra-e L (OV51/OV52, 2023 — дотепер)

### STLA Medium
- Peugeot e-3008 III (e-P64, 2023)
- Citroen C5 Aircross (2024, очікується)
- Opel Grandland (2025, очікується)

### Малотоннажний вантажний автомобіль
- Citroën Berlingo III (K9, 2018 — дотепер)[12]
  - Peugeot Partner (2018 — дотепер)
  - Peugeot Rifter (2018 — дотепер)
  - Opel/Vauxhall Combo (2018 — дотепер)
  - Vauxhall Combo (2018 — дотепер)
  - Toyota ProAce City (2019 — дотепер)
  - Fiat Doblò (2022 — дотепер)

- Citroën Jumpy III (2016 — дотепер)
  - Citroën Dispatch (2016 — дотепер)
  - Citroën SpaceTourer (2016 — дотепер)
  - Peugeot Expert (2016 — дотепер)
  - Peugeot Traveller (2016 — дотепер)
  - Toyota ProAce (2016 — дотепер)
  - Toyota ProAce Verso (2016 — дотепер)
  - Opel/Vauxhall Vivaro (2019 — дотепер)
  - Opel Zafira Life (2019 — дотепер)
  - Fiat Scudo (2022 — дотепер)
  - Fiat Ulysse (2022 — дотепер)

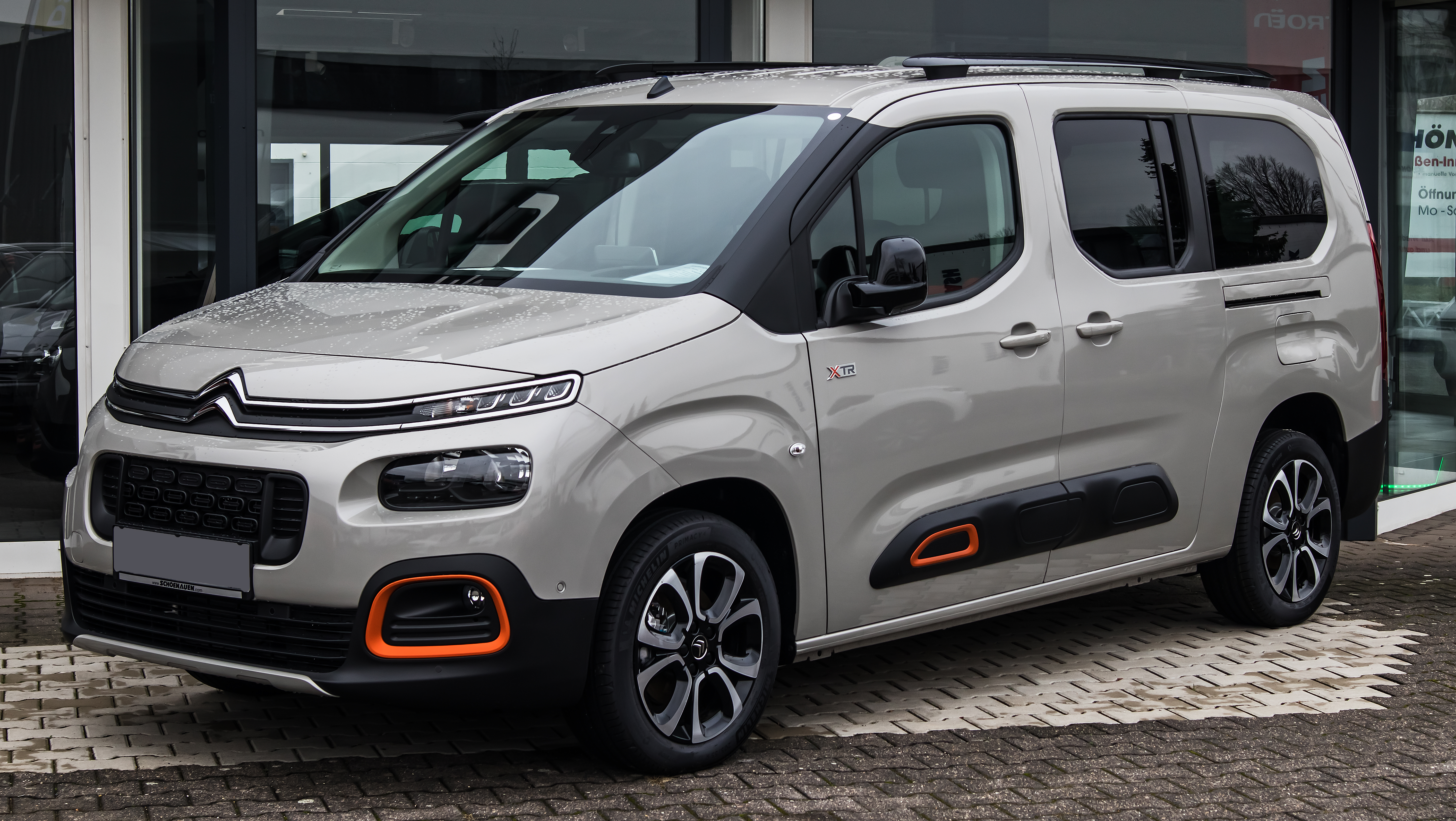
Citroën Berlingo
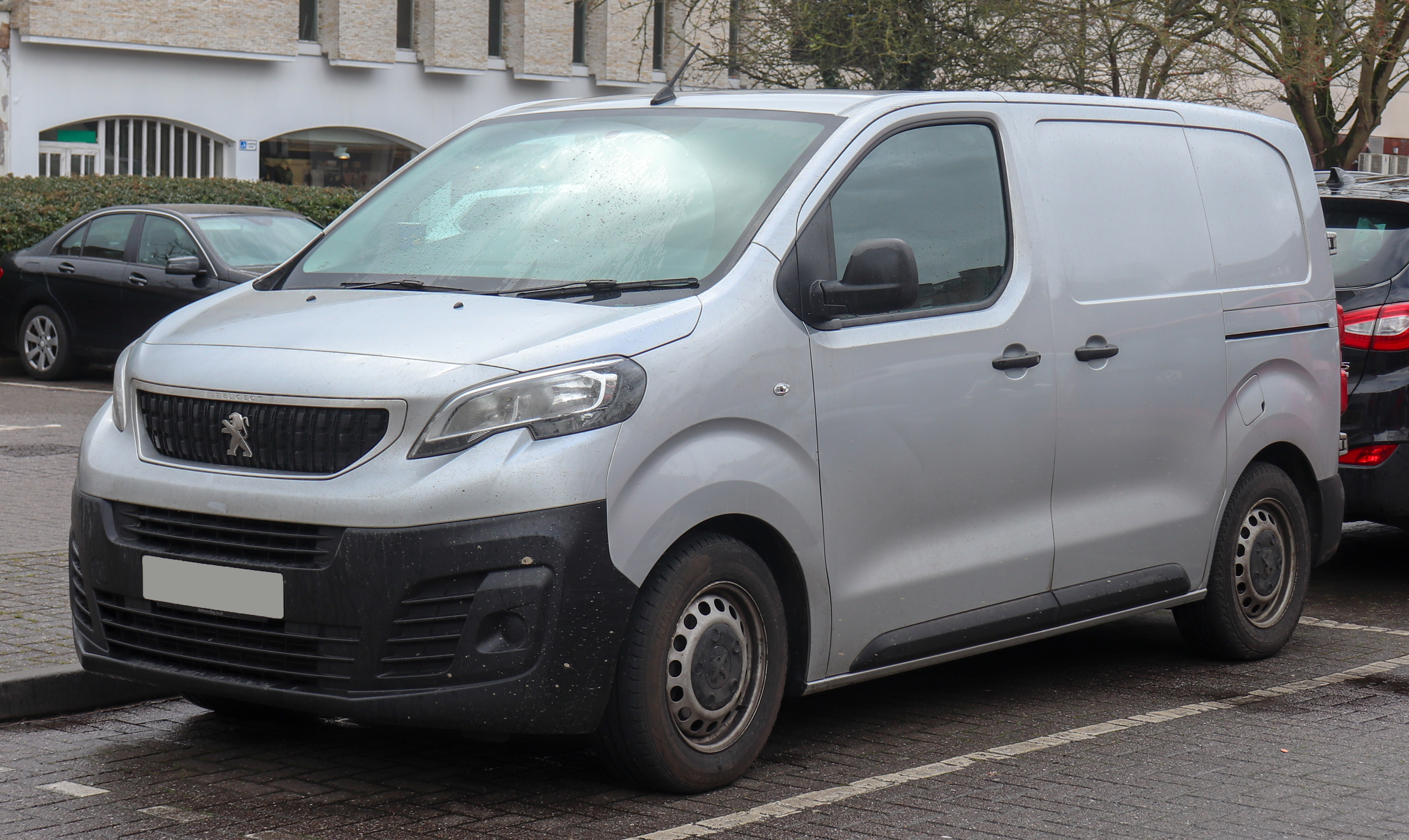
Peugeot Expert